# Beastars
Beastars (BEASTARS - ビースターズ?, Bīsutāzu) è un manga shōnen scritto e disegnato da Paru Itagaki e pubblicato in Giappone dall'8 settembre 2016 all'8 ottobre 2020 sul settimanale Weekly Shōnen Champion di Akita Shoten. La serie è ambientata in un mondo popolato da animali antropomorfi e civilizzati, in cui, nonostante la convivenza tra carnivori ed erbivori, vige ancora un certo pregiudizio nei confronti dei primi. Il protagonista della storia è il lupo Legoshi, uno studente dell'Istituto Cherryton.
Il manga è stato premiato con numerosi riconoscimenti, tra cui il premio Manga Taishō, il Premio culturale Osamu Tezuka e il Premio Kōdansha per i manga nel 2018.

## Trama
La storia è ambientata in un mondo di animali antropomorfi e civilizzati, diviso in due fazioni: i carnivori e gli erbivori. Legoshi, un grande lupo grigio, è un timido e silenzioso studente dell'Istituto Cherryton, dove, oltre a studiare, vive anche in compagnia di altri studenti carnivori, tra cui il suo amico labrador Jack. Legoshi è membro del club di teatro, dove lavora come tecnico delle luci, e sostiene gli attori del club guidati da Louis, un cervo rosso amato da tutti gli studenti.
Improvvisamente, l'alpaca Tem viene brutalmente assassinato e divorato nella notte, provocando un'ondata di disagio e sfiducia tra gli studenti erbivori e carnivori. Allo stesso tempo, Legoshi ha un fatidico incontro con Haru, una piccola coniglia nana, sviluppando per lei sentimenti complessi. In occasione di una commissione per il club di teatro, Legoshi scopre che Haru è la responsabile del club di giardinaggio. Da quel momento nasce un rapporto molto complicato tra loro due: un amore basato sull'istinto carnivoro da parte di Legoshi e un'intensa confusione da parte di Haru che, sentendo in cuor suo che Legoshi è il suo aggressore, non capisce se lui voglia esserle amico o divorarla. I rapporti tra i due si complicano con la scoperta, da parte di Legoshi, che Haru e Louis sono amanti. Legoshi vive un periodo di amicizia e rivalità con Louis, fino a che quest'ultimo non viene aggredito da uno studente carnivoro e Legoshi decide di proteggere Louis con tutte le sue forze.
Il giorno prima di un'importante festa, Haru viene rapita dal clan Shishi-gumi (una sorta di mafia locale composta unicamente da leoni) e il rapporto tra Louis e Legoshi s'incrina, in quanto il primo decide di non andare a salvarla. Legoshi fa gruppo con Gouhin, un panda incontrato al mercato nero, che lo aveva aiutato in precedenza, e inizia l'assalto alla fortezza dei leoni, una pagoda del Mercato clandestino. In cima alla struttura, il lupo trova Haru e inizia uno scontro con il leader dell'organizzazione, in cui riesce a vincere, credendo di aver ucciso il suo avversario. Durante la fuga di Legoshi e Haru, però, il capo del clan si rialza in fin di vita e tenta di sparare a Legoshi ma Louis, giunto nel frattempo alla pagoda, spara al boss per impedirgli di ucciderli, costringendolo a supplicarlo prima di ucciderlo. In seguito arrivano altri due leoni, che trovano il capo morto e il cervo con una pistola in mano.
Legoshi e Haru si nascondono per la notte in un hotel a luci rosse, in cui Legoshi riesce a confessarle di esserne l'aggressore, e Haru riesce ad accettare il fatto che sia solo istinto e non la sua volontà a renderlo spaventoso, fino a quando il corpo di Haru cerca spontaneamente di farsi divorare, facendo calare l'imbarazzo nella camera e convincendo Haru che la relazione è impossibile. Tornati a scuola Juno, una lupa grigia che era precedentemente entrata nel gruppo di teatro e che è perdutamente innamorata di Legoshi, dichiara guerra sentimentale a Haru. Al Festival del Meteorite, Juno e il gruppo di ballerine del club di teatro eseguono la loro performance, mentre Legoshi e Haru si incontrano. Prima che i due si dicano qualcosa, Juno fa salire Legoshi sul palco per comunicare a tutti i presenti le sue gesta. Haru intanto riflette percorrendo una scalinata della città ma viene raggiunta da Legoshi e, dopo inseguimenti e discorsi sul fatto che Legoshi non mangerà mai la coniglietta, lei si chiede il perché e raggiunta la cima, il lupo dice di amarla, che non si farà schiacciare dalla società e dall'istinto e che diventerà più forte per Haru.
Dal giorno dopo in poi, la vita alla Cherryton continua normalmente, con il club di teatro che lavora, con Bill e Aoba che attraverso un giornale scoprono che Louis è sparito, Els che va a visitare la foto di Tem e Legoshi che chiacchiera con Jack. Tuttavia un misterioso animale esce dal bagno dopo aver ingerito delle pillole e Legoshi lo raggiunge: mentre camminano, il lupo nota che l'altro sorride in maniera particolare.

## Personaggi
Legoshi (レゴシ?, Regoshi)
Doppiato da: Chikahiro Kobayashi (ed. giapponese), Manuel Meli (ed. italiana)
È un imponente lupo grigio che cerca di nascondere i suoi tratti più terrificanti per conoscere meglio i suoi compagni erbivori. Studente del secondo anno alla Cherryton, è parte della compagnia teatrale della scuola, nella quale lavora come tecnico luci. In seguito all'assassinio di Tem, cerca in tutti i modi di risolvere il caso. Inoltre, è generalmente in conflitto con il suo status di carnivoro e desidera sopprimere i suoi istinti predatori, soprattutto quando incomincia a provare sentimenti per Haru. Nonostante le evidenti divergenze, diventa "amico" di Louis.
Louis (ルイ?, Rui)
Doppiato da: Yūki Ono (ed. giapponese), Flavio Aquilone e Germana Savo (da bambino) (ed. italiana)
È un cervo rosso e uno studente del terzo anno alla Cherryton. Guida la compagnia teatrale della scuola. Orgoglioso e sicuro di sé, sogna di diventare il prossimo Beastar. Tende a guardare dall'alto in basso verso quelli che lo circondano ma dimostra di essere gentile. Da piccolo venne portato nel mercato nero, dove crebbe come cibo per i carnivori finché un importante uomo d'affari non lo adottò. Più volte nella serie lascia intendere di provare sentimenti per Haru.
Haru (ハル?, Haru) o Hal (come si vede sul display del cellulare di Louis)
Doppiata da: Sayaka Senbongi (ed. giapponese), Giulia Franceschetti (ed. italiana)
È una coniglietta nana studentessa del terzo anno, l'unica iscritta al club di giardinaggio della Cherryton. Spesso si ritrova a essere trascurata dalla società. Per questo, Haru tende a tenere lontani gli altri, anche quelli come Legoshi che desiderano avvicinarsi a lei, nonostante poi sviluppi sentimenti nei confronti di quest'ultimo. È conosciuta a scuola per essere una ragazza facile; difatti, si scopre che per lei andare a letto con i maschi è l'unico modo per sentirsi sé stessa e non compatita.
Juno (ジュノ?, Juno)
Doppiata da: Atsumi Tanezaki (ed. giapponese), Sara Labidi (ed. italiana)
È una lupa grigia e studentessa del primo anno della Cherryton, innamorata di Legoshi. Lo incontra per la prima volta quando quest'ultimo la salva da dei bulli a scuola. Entra subito a far parte della compagnia teatrale della scuola. Il suo obiettivo è diventare Beastar, entrando così in competizione con Louis, ma rinunciandovi poi quando si rende conto di quanto quest'ultimo ci tenga. Il suo idealismo la spinge a credere che un giorno i carnivori verranno rispettati per la loro forza e non temuti.
Gouhin (ゴウヒン?)
Doppiato da: Akio Ōtsuka (ed. giapponese), Massimo Triggiani (ed. italiana)
È un panda gigante laureato in medicina che lavora come psichiatra per il mercato nero, catturando e riabilitando i carnivori i cui istinti predatori prendono il sopravvento; è severo e rude, ma anche ragionevole e spiritoso. Possiede un vasto assortimento di armi, principalmente costruite con canne di bambù. Quando Legoshi sviene al mercato nero, lo soccorre e ne diventa il mentore.
Jack (ジャック?, Jakku)
Doppiato da: Junya Enoki (ed. giapponese), Davide Capone (ed. italiana)
È un labrador retriever e migliore amico di Legoshi fin dall'infanzia, col quale condivide la stanza 701 del dormitorio della Cherryton. Quando era piccolo, nessuno lo avvicinava e l'unico fu proprio Legoshi, portandolo a sviluppare una forte amicizia e lealtà nei confronti del lupo. Dato che i cani sono una specie artificiale ottenuta dall'ammansimento dei lupi, ha sempre avuto un senso di inferiorità verso l'amico; questa condizione è peggiorata sempre di più, portandolo a rendersi conto della falsità delle emozioni canine e a temere la sua stessa specie.
Bill (ビル?, Biru)
Doppiato da: Takaaki Kojima (ed. giapponese), Mirko Cannella (ed. italiana)
È una tigre del Bengala, studente del secondo anno e parte della compagnia teatrale della scuola. Rivale di Legoshi, vede la sua natura di carnivoro in modo diametralmente opposto a quest'ultimo; è sempre sicuro di sé.
Tem (テム?, Temu)
Doppiato da: Takeo Ōtsuka (ed. giapponese), Federico Viola (ed. italiana)
È un alpaca che viene ucciso all'inizio della serie. Era un buon amico di Legoshi. Il suo assassinio sarà il motore principale della narrazione della prima parte della storia.
Els (エルス?, Erusu)
Doppiata da: Sayumi Watabe (ed. giapponese), Roisin Nicosia (ed. italiana)
È una capra d'Angora di cui Tem era segretamente innamorato.
Aoba (アオバ?)
Doppiato da: Ikuto Kanemasa (ed. giapponese), Sasha De Toni (ed. italiana)
È un'aquila reale, parte della compagnia teatrale della scuola e amico di Legoshi e Bill, essendo quello che si occupa di calmare i due quando litigano. Calmo, riflessivo e maturo, generalmente ha il ruolo di voce della ragione; è anche acuto e perspicace, offre consigli sentimentali e non vede l'ora di potere conseguire la patente per volare. Inizialmente concorda con Bill sul fatto che i carnivori dovrebbero mangiare carne per crescere, ma poi si ricrede pensando ai suoi compagni erbivori e si oppone a chi se ne ciba, per poi arrivare alla conclusione che ognuno dovrebbe essere libero di agire come meglio crede.
Kai (カイ?, Kai)
Doppiato da: Nobuhiko Okamoto (ed. giapponese), Raffaele Proietti (ed. italiana)
È una mangusta e un membro del club di teatro, prima come attore e poi come tecnico; è stato abbandonato dalla sua famiglia e cresciuto in una famiglia di iene. Ha una bassa autostima e sente il forte bisogno di provare il suo valore; è egoista, egocentrico e nient'affatto empatico; infatti, anziché provare dolore o dispiacere quando è morto Tem, ha pensato solo ad approfittarsene per sostituirlo nel suo ruolo. Impulsivo e aggressivo, si è mostrato minaccioso a Louis ma ha subito indietreggiato terrorizzato quando Legoshi è intervenuto. Nonostante l'iniziale malcontento, si è ammansito quando ha capito di essere più adatto al ruolo di tecnico.
Sheila (シイラ?, Shīra)
Doppiata da: Yuko Hara (ed. giapponese), Serena Sigismondo (ed. italiana)
Gon (ゴン?, Gon)

Durham (ダラム?, Daramu)
Doppiato da: Naoto Kobayashi (ed. giapponese)
Voss (ボス?, Bosu, 'Boss nell'edizione italiana dell'anime)
Doppiato da: Yoshiyuki Shimozuma (ed. giapponese), Stefano Alessandroni (ed. italiana)
Miguno (ミグノ?, Miguno)
Doppiato da: Yuma Uchida (ed. giapponese)
È una iena. Vive nella stanza 701 del dormitorio della Cherryton, insieme a Legoshi e agli altri membri.
Dom (ドーム?, Dōmu)
Doppiato da: Genki Muro (ed. giapponese), Stefano Sperduti (ed. italiana)
È un pavone, membro del club di teatro.
Collot (コロ?, Koro)
Doppiato da: Takeo Ōtsuka (ed. giapponese)
È un cane di razza bobtail. Vive nella stanza 701 del dormitorio della Cherryton insieme a Legoshi e agli altri membri.
Zoe (ゾーイ?, Zōi)
Doppiato da: Genki Muro (ed. giapponese), Matteo Costantini (ed. italiana)
Eugen (オイゲン?, Oigen)
Ai (アイ?, Ai)
Sally (サリー?, Sarī)
Doppiata da: M.A.O (ed. giapponese), Irene Trotta (ed. italiana)
È uno scoiattolo, compagna di stanza di Haru.
Mizuchi (ミズチ?)
Doppiata da: Hibiku Yamamura (ed. giapponese), Irene Trotta (ed. italiana)
Un coniglio arlecchino. Prova astio nei confronti di Haru perché quest'ultima ha fatto sesso con il suo fidanzato, e usa l'estinzione della sua specie come giustificazione per far sentire in colpa Haru.
Kibi (キビ?)
Doppiato da: Yūichi Iguchi (ed. giapponese), Francesco Falco (ed. italiana)
Un formichiere che lavora con Legoshi nel dipartimento d'arte.
Mina (ミーナ?)
È una giraffa che non riesce a vedersi allo specchio, perché affetta da tripofobia.
Moro (モロ?)
È un rinoceronte che crede di vedere il suo angelo custode in ogni momento, non capendo che è il suo corno.
Legom (レゴム?, Regomu)
Doppiata da: Sakura Ando (ed. giapponese), ? (ed. italiana)
Una gallina della scuola. Segue le lezioni accanto a Legoshi (che soprannomina segretamente "Sopracciglia tristi"). Vende le sue uova alla scuola come lavoro part-time.
Sanu (サヌ?)
Doppiato da: Fukushi Ochiai (ed. giapponese), Gianluca Crisafi (ed. italiana)
È un pellicano, nonché direttore del club di teatro, ruolo chee poi lascia a Bill. Generoso e cordiale, si mostra educato e passivo ma è anche carismatico e, pur essendo spesso nervoso nelle interazioni sociali, ha il rispetto di tutti i suoi compagni, specialmente Louis.
Ellen (エレン?, Eren)
Doppiata da: Akane Sanada (ed. giapponese), Alessandra Bellini (ed. italiana)
È una zebra.
Tao (タオ?)
Doppiato da: Naoto Kobayashi (ed. giapponese), Gianluca Cecconello (ed. italiana)
È una pantera. Insieme a Juno, è uno dei nuovi membri del club di teatro.
Pina (ピナ?)
Doppiato da: Yūki Kaji (ed. giapponese), Simone Veltroni (ed. italiana)
Pina è un bighorn bianco dalle grandi corna. È intelligente, arrogante e rilassato, e gli piace provocare i carnivori con le sue parole. La sua personalità eccentrica e il suo comportamento naturalmente affascinante gli valgono l'ammirazione e l'amore di molte compagne all'interno della Cherryton High School, tuttavia la sua natura da playboy gli fa spesso dimenticare i nomi delle donne con cui ha una relazione.

## Media

### Manga

Copertina del primo volume dell'edizione italiana (versione Variant), raffigurante il protagonista Legoshi

Paru Itagaki ha pubblicato il primo capitolo del manga Beastars sulla rivista Weekly Shōnen Champion l'8 settembre 2016 mentre l'ultimo è uscito l'8 ottobre 2020. I capitoli sono stati poi raccolti da Akita Shoten in ventidue volumi tankōbon, con il primo pubblicato il 6 gennaio 2017 e l'ultimo l'8 gennaio 2021.
L'edizione italiana è stata pubblicata da Planet Manga dal 14 marzo 2019 al 16 dicembre 2021.

### Anime

Logo dell'anime

Sul decimo numero del Weekly Shōnen Champion, è stato annunciato un adattamento televisivo del manga, prodotto dalla Orange Animation. La serie è stata trasmessa dal 9 ottobre al 25 dicembre 2019 su Fuji Television ed è disponibile in streaming su Netflix a partire dal 13 marzo 2020.
La seconda stagione è stata annunciata per il 7 gennaio 2021. La stagione è andata in onda dal 7 gennaio al 25 marzo 2021. Quest'ultima è uscita su Netflix doppiata in italiano il 15 luglio 2021.
Una terza stagione è stata annunciata il 20 luglio 2021. Il 7 dicembre 2021 lo studio Orange Animation ha confermato che fungerà da epilogo alla versione animata. Quest'ultima è divisa in due parti e viene distribuita su Netflix. La prima parte è stata pubblicata il 5 dicembre 2024, mentre la seconda uscirà nel corso del 2026.

#### Episodi

##### Prima stagione
| Nº | Titolo italiano Giapponese 「Kanji」 - Rōmaji | In onda          | In onda       |
| Nº | Titolo italiano Giapponese 「Kanji」 - Rōmaji | Giapponese       | Italiano      |
| 1  | La luna e la bestia 「満月は照らす獣を選んでる」 - Mangetsu wa terasu kemono o eran deru | 9 ottobre 2019   | 13 marzo 2020 |
| 1  | Tem, un alpaca studente dell'Istituto Cherryton, viene assalito e divorato brutalmente da un carnivoro sconosciuto. Ciò incrementa le tensioni tra erbivori e carnivori, mentre il club di teatro della scuola continua le prove per lo spettacolo che dedicheranno al loro compagno ucciso. Haru, una coniglia nana dell'ultimo anno, viene bullizzata da altre studentesse per la sua promiscuità, mentre il grande lupo grigio diciassettenne Legoshi cerca di lavorare con Louis, cervo rosso suo compagno di classe, per sedare le tensioni nel club. Una sera Louis si trattiene a teatro oltre l'orario consentito per prove extra per aiutare il sostituto di Tem e Legoshi lo attende fuori. Percepisce l'odore di Haru che passeggia nei dintorni e ciò risveglia i suoi istinti predatori spingendolo a inseguirla. |                  |               |
| 2  | I capibranco dell'accademia 「学園の心臓部は庭園にあり」 - Gakuen no shinzōbu wa teien ni ari | 16 ottobre 2019  | 13 marzo 2020 |
| 2  | Legoshi tenta di combattere i suoi impulsi carnivori, mentre è seriamente tentato di divorare Haru. Quest'ultima viene ferita al braccio da uno degli artigli del lupo, ma riesce a fuggire quando Legoshi viene distratto da un compagno di classe che lo avverte che Louis si è ferito nel teatro cadendo dal palco per aiutare l'altro alunno. Il giorno successivo, Louis aiuta a sedare una rissa nella mensa della Cherryton, e continua a provare il suo ruolo da protagonista nello spettacolo teatrale del club nascondendo la sua gamba ferita. Il club di teatro decide di procurarsi delle rose per decorare una scena dello spettacolo e il compito di recuperare le rose è affidato a Legoshi, che scopre che Haru è l'unico membro del club di giardinaggio. Nonostante l'imbarazzo, resta ad aiutarla in alcune attività di giardinaggio preoccupandosi intanto che possa riconoscerlo come l'aggressore della notte precedente. Scoperto che la coniglia sembra non ricordarsi l'accaduto, Legoshi cerca di trovare un modo per confessarglielo, ma Haru fraintende la cosa e si spoglia credendo voglia avere un rapporto con lui, spaventando il lupo. |                  |               |
| 3  | È nato un lupo 「オスオオカミ 出生のとき」 - Osuōkami shussei no toki | 23 ottobre 2019  | 13 marzo 2020 |
| 3  | Legoshi fugge da Haru prima che finisca di spogliarlo, sorprendendo la coniglia che pensava fosse lì solo per fare sesso con lei. Tramite i dialoghi tra alcuni studenti erbivori, si scopre che Haru ha la fama di essere una ragazza facile che a scuola ha dormito con più ragazzi. Legoshi cerca di comprendere i suoi sentimenti confusi per Haru; riflettendo sulle avances subite, per la prima volta si sente identificato non solo come lupo, ma anche come maschio. Nel frattempo, Louis si sforza di portare a termine la sua parte nello spettacolo anche se la sua gamba ferita sta peggiorando, e si ritrova sempre più irritato dal fatto che Legoshi sopprime il suo lato da animale carnivoro per non spaventare gli altri. Louis riesce a realizzare una grande esibizione nello spettacolo, ma dopo che il sipario è calato crolla sul palco privo di sensi. |                  |               |
| 4  | Dai il massimo 「君は聖杯までふやかして」 - Kimi wa Seihai made fuyakashite | 30 ottobre 2019  | 13 marzo 2020 |
| 4  | Louis si sveglia nell'infermeria della scuola di Cherryton e scopre di essersi fratturato una gamba e decide di dare il suo ruolo da protagonista a Bill, una tigre del Bengala. Legoshi è costretto a prendere il precedente ruolo di Bill come uno dei cattivi-comparsa della commedia. Il secondo giorno dello spettacolo, Bill rivela a Legoshi di essersi procurato una boccetta di sangue di coniglio da uno dell'ultimo anno per prepararsi meglio, sconvolgendo il lupo. Durante lo spettacolo, Bill si innervosisce e inizia a dimenticare le sue battute mentre il pubblico è deluso per l'assenza di Louis. Legoshi esce dal suo personaggio e inizia a picchiare realmente Bill sul palco, sia per il suo utilizzo del sangue di coniglio sia per sfogare i propri sentimenti riguardo all'attacco verso Haru. Bill arriva ad artigliare Legoshi, quando sale sul palco Louis che li separa. Il pubblico li applaude credendo faccia tutto parte della recita e Louis intima ai due litiganti di stare al gioco. |                  |               |
| 5  | Due punti di vita 「しっぽの汚れにも理由を見出すお年頃」 - Shippo no yogore ni mo riyū o mīdasu otoshigoro | 6 novembre 2019  | 13 marzo 2020 |
| 5  | Louis decide di non sospendere Legoshi e Bill dal club di teatro visto il successo del loro scontro nell'ultimo spettacolo. Un mese dopo, il club è chiamato a partecipare al prossimo Festival Meteora; Legoshi è ancora insicuro riguardo ai suoi sentimenti crescenti verso Haru, mentre quest'ultima a sua volta inizia a interessarsi a lui per la sua cordialità e modestia. I due cenano assieme e hanno modo di conoscersi come si deve. |                  |               |
| 6  | Vista annebbiata: sogno o realtà? 「視界の滲み 夢か現か」 - Shikai no nijimi: Yume ka utsutsu ka | 13 novembre 2019 | 13 marzo 2020 |
| 6  | La comunità è spaventata da un altro brutale omicidio ai danni di un erbivoro commesso da un carnivoro. Legoshi salva una giovane lupa di nome Juno da un paio di bulli, conquistando il suo affetto. In seguito lui, Bill, l'aquila Aoba e un gruppo di loro coetanei vanno al municipio per raccogliere informazioni per il Festival Meteora. Dopo aver trascorso la giornata in città, il gruppo si perde e capita per caso in un quartiere ospitante un mercato nero, dove degli erbivori senzatetto pur di racimolare del denaro arrivano a vendere parti del proprio corpo ai carnivori di passaggio. Legoshi resta inorridito quando Bill propone di assaggiare della carne di qualche senzatetto con l'approvazione dei compagni, quindi scappa dal mercato ma viene sopraffatto dall'odore della carne (che risveglia i suoi istinti predatori) e perde i sensi in un vicolo. Lì viene prelevato da un panda che fa da psicoterapeuta e guardiano del mercato nero, il quale spiega a Legoshi che i suoi sentimenti per Haru sono in realtà i suoi istinti predatori camuffati da sentimenti romantici. Quando Legoshi gli spiega che non ha alcuna precedente esperienza con l'amore, gli dà una rivista erotica raffigurante conigli affinché verifichi se quei sentimenti sono basati sull'amore o sono istinti predatori. Sulla via del ritorno a scuola, Legoshi incontra Aoba, il quale gli confessa di essere rimasto a sua volta dall'idea di mangiare carne, quindi i due si riconciliano. |                  |               |
| 7  | Sotto la pelliccia 「制服と被毛のそのまた下の」 - Seifuku to himō no sono mata shita no | 20 novembre 2019 | 13 marzo 2020 |
| 7  | Legom, una gallina studentessa che consegna regolarmente le sue uova alla mensa della scuola per gli studenti carnivori come lavoro part-time, si impegna per rendere le sue uova di massima qualità. Quando Louis esce dal club di giardinaggio di Haru, incontra Legoshi e e i due si rendono conto che entrambi hanno un interesse amoroso per Haru. Jack, un cane compagno di stanza e amico di Legoshi, trova la sua rivista erotica e si confronta con Legoshi, il quale gli spiega che pensava di avere un interesse per una femmina di coniglio, ma ora è convinto di non provare sentimenti per lei. Nonostante i suoi sforzi per prendere le distanze da Haru, Legoshi alla fine ammette a sé stesso che in realtà è innamorato di lei. |                  |               |
| 8  | Incastrato come il filo interdentali nei denti di un canide 「犬歯に糸ようじひっかけるように」 - Kenshi ni ito yōji hikkakeru yō ni | 27 novembre 2019 | 13 marzo 2020 |
| 8  | I primi preparativi per il Festival Meteora sono terminati. Quando Haru si ritrova sola al tramonto, Legoshi si offre di tornare a scuola insieme a lei, ma è in dubbio a causa del suo conflitto interiore tra i suoi istinti carnivori e l'amore per Haru. Juno affronta Louis con i suoi obiettivi di diventare la prossima Beastar e conquistare il cuore di Legoshi. Al festival un temporaneo blackout scatena agitazione tra gli animali per i recenti attacchi ai danni degli erbivori; Legoshi si preoccupa e cerca Haru, Juno assiste al loro incontro e capisce i sentimenti che il lupo nutre per la coniglia. |                  |               |
| 9  | Nella tana del leone 「エレベーター最上階の戦慄」 - Elevator saijōkai no senritsu | 4 dicembre 2019  | 13 marzo 2020 |
| 9  | Louis ricorda la sua infanzia: crebbe allevato come carne illegale per carnivori da rivendere al mercato nero, fino a quando non venne accolto da Oguma, capo del Conglomerato di Horns, che lo ha adottò come figlio. Legoshi impedisce a uno studente carnivoro di attaccare Louis e scopre che il compagno è a rischio, poiché è favorito per essere il prossimo Beastar e ciò potrebbe determinare notevoli svantaggi per i carnivori, ragion per cui molti progettano di eliminarlo. Legoshi organizza un incontro con Haru per confessarle i suoi sentimenti, ma poco dopo la coniglia viene rapita dalla Shishi-Gumi, una banda di leoni criminali che rapiscono erbivori con cui nutrirsi. Temendo che questo incidente metta in pericolo la sua posizione, il sindaco vieta qualsiasi indagine in merito e ricatta il preoccupato Louis con la proposta di cancellare i file relativi al suo passato controverso per impedirgli di agire. Fraintendendo l'esitazione di Louis nel cercare Haru, Legoshi litiga con lui e decide di andare a salvarla da solo dopo aver capito dove si trova. |                  |               |
| 10 | Un lupo travestito da agnello 「綿毛、地の果てまで追うならば」 - Watage, chi no hate made ou naraba | 11 dicembre 2019 | 13 marzo 2020 |
| 10 | Iniziando la sua ricerca della Shishi-Gumi al mercato nero, Legoshi viene aggredito da due malviventi e salvato dal panda Gouhin, il quale accetta a malincuore di aiutarlo nonostante il rischio dopo che Legoshi lo convince dei suoi sentimenti per Haru. I due giungono alla sede dei criminali e il lupo, spinto dall'odore persistente di Haru e dai consigli di Gouhin, scatena i suoi istinti bestiali per combattere le guardie Shishi-Gumi. Nel frattempo Haru è denudata e umiliata per "migliorare la qualità della sua carne" e ripensa alla sua vita, come sia sempre stata etichettata come debole e vulnerabile dalla società a causa della sua razza di coniglia nana, motivo per cui ha iniziato ad avere rapporti con più ragazzi in modo da sentirsi in pieno controllo di sé e per non essere giudicata per quello che è. Trova quindi la forza di resistere ai suoi rapitori, permettendo a Legoshi di raggiungerla appena in tempo. |                  |               |
| 11 | Verso il quartiere dei neon 「ゆきゆきて 夏のネオン街」 - Yuki yukite natsu no neon machi | 18 dicembre 2019 | 13 marzo 2020 |
| 11 | Mentre i suoi amici a scuola notano la sua assenza e iniziano a preoccuparsi, Legoshi sconfigge il boss Shishi-Gumi in una sanguinosa lotta per salvare Haru. Dopodiché lui e Haru lasciano il nascondiglio di Shishigumi, ma il leader dell'organizzazione è ancora vivo e cerca di sparare a Legoshi dal balcone mentre è di spalle, venendo invece ucciso da Louis che è sopraggiunto sul posto per salvare Haru; subito dopo, viene si arrende senza combattere ad alcuni bodyguards sopraggiunti, identificandosi con il numero con cui era stato contrassegnato quando era allevato come carne per carnivori. Mentre riposano in un love hotel per la notte, Legoshi ammette che è stato lui ad attaccare Haru vicino alla fontana diverse notti prima. Haru confessa di averlo sempre sospettato, ma ha comunque iniziato ad apprezzare Legoshi per la sua natura gentile. I due cercano di avere un rapporto sessuale insieme, ma i loro istinti di predatore ed preda si intromettono, portando il corpo di Haru a tendere istintivamente per farsi divorare da Legoshi. |                  |               |
| 12 | Dopo la tempesta 「夏嵐の後ろ姿」 - Karan no ushiro sugata | 25 dicembre 2019 | 13 marzo 2020 |
| 12 | Haru e Legoshi, imbarazzati per l'accaduto, si scusano l'un l'altro rinunciando ad avere un rapporto. Tornano poi a scuola, dove Juno si confronta con Haru e, dopo aver scoperto che non ha fatto sesso con Legoshi, la sfida per ottenere le attenzioni di quest'ultimo. Il Festival Meteora inizia, ma prima che Legoshi possa confessare i suoi sentimenti ad Haru, Juno lo porta sul palco e annuncia alla folla il suo eroismo nel salvare un erbivoro a rischio della sua stessa vita, applaudendo il suo coraggio. Provvede poi ad accendere una candela con lui per indicare la loro relazione. Più tardi, Legoshi parte alla ricerca di Haru la quale se n'era andata ritenendo che Juno sarebbe stata una compagna migliore per Legoshi. Legoshi la trova e le spiega i suoi sentimenti, ma ammette di aver bisogno di una quantità di tempo sconosciuta per diventare più forte in modo che non cadere preda dei suoi istinti, al che lei risponde che lo aspetterà. Qualche tempo dopo, Legoshi incontra un nuovo studente non mostrato allo spettatore e cammina con lui per i corridoio, anche se il personaggio inizia improvvisamente a sorridere senza una ragione apparente. |                  |               |

##### Seconda stagione
| Nº | Titolo italiano Giapponese 「Kanji」 - Rōmaji | In onda          | In onda        |
| Nº | Titolo italiano Giapponese 「Kanji」 - Rōmaji | Giapponese       | Italiano       |
| 1  | Il giovane e la sveglia incessante 「少年の目覚めは何度目のアラームか」 - Shōnen no mezame wa nandome no Alarm ka | 7 gennaio 2021   | 15 luglio 2021 |
| 1  | Legoshi si preoccupa in quanto la sua relazione con Haru non è progredita nonostante abbia confessato di amarla. Louis è sopravvissuto all'incontro con i Shishi-Gumi, ma si è ritirato dalla scuola e dal club di recitazione. Nel frattempo, tra i compagni di Legoshi iniziano a circolare voci su presunti fantasmi a scuola. |                  |                |
| 2  | Un cane poliziotto in corsa 「灰色の警察犬とりあえず走ってる」 - Haiiro no keisatsuken Toriaezu hashitteru | 14 gennaio 2021  | 15 luglio 2021 |
| 2  | Viene deciso che sarà nominato prossimo Beastar chiunque risolverà l'omicidio di Tem. Legoshi inizia a cercare indizi che possano condurre al colpevole; nel frattempo si scopre che Louis è stato risparmiato dalla Shishi-Gumi diventando il loro nuovo leader. |                  |                |
| 3  | Cambiamenti 「そんな鉛を喉に詰まらせて」 - Son'na namari o nodo ni tsumarasete | 21 gennaio 2021  | 15 luglio 2021 |
| 3  | Louis, per salvare le apparenze con i suoi sottoposti, è costretto a cibarsi di carne. Al club di teatro si unisce la pecora Pina, estremamente carismatico, affascinante e sicuro di sé. Dopo aver parlato con i compagni in merito alla sua relazione con Haru, Legoshi medita di prendere le distanze da lei. |                  |                |
| 4  | Il groviglio 「身を寄せたら毛が絡まってしまうから」 - Mi o yosetara ke ga karamatte shimau kara | 28 gennaio 2021  | 15 luglio 2021 |
| 4  | Durante le sue indagini per risalire all'assassino di Tem, Legoshi viene attaccato da una misteriosa figura carnivora di possenti dimensioni. Il lupo riesce a contrattaccare e decide di ritirarsi da scuola per prendere lezioni da Gohin su come mantenere il controllo sui propri istinti carnivori. Nel frattempo, Louis acquisisce ancora più importanza nel mondo criminale dopo aver salvato una spogliarellista erbivora dalla morte. |                  |                |
| 5  | Di' le cose come stanno 「白はモノクロの中でも白いまま」 - Shiro wa monokuro no naka de mo shiroi mama | 4 febbraio 2021  | 15 luglio 2021 |
| 5  | Juno visita Louis al mercato nero e cerca inutilmente di convincerlo a tornare a scuola. Legoshi si rasa il pelo e inizia un duro allenamento ai servizi di Gohin, addestrandosi di notte e studiando di giorno. |                  |                |
| 6  | Addio, essere corrotto 「飛べ 破戒僧」 - Tobe hakaisō | 11 febbraio 2021 | 15 luglio 2021 |
| 6  | Louis costringe il suo patrigno a firmare il permesso per fargli lasciare la scuola. Legoshi impara a controllare i suoi istinti imparando a rispettare la vita. Al ritorno in accademia, Haru e Legoshi riallacciano i loro rapporti; poco dopo, il lupo viene sfidato a una gara di tiro alla fune con i denti da Bill e resta sorpreso quando viene battuto con estrema facilità. |                  |                |
| 7  | Indimenticabile dolcezza 「蜜漬けの記憶」 - Mitsudzuke no kioku | 18 febbraio 2021 | 15 luglio 2021 |
| 7  | Legoshi assaggia una bottiglia d'acqua presa da ogni suo compagno carnivoro per identificare l'assassino di Tem. Dopo un gravi incidente accaduto a un compagno erbivoro, Legoshi affronta Riz l'orso intuendo che sia lui il colpevole. Lo scontro è interrotto da Pina, che ha ascoltato la conversazione e ricatta Riz. Quest'ultimo ripensa al tempo trascorso con Tem e giura di conservare i bei ricordi a qualsiasi costo. |                  |                |
| 8  | Ridiamo della nostra ombra 「光を浴びたらシルエットの違いを笑おう」 - Hikari o abitara shiruetto no chigai o waraō | 25 febbraio 2021 | 15 luglio 2021 |
| 8  | Sheila e Peach fanno amicizia dopo una giornata trascorsa a fare shopping. Legoshi si rende conto che, pur non potendo più contare sulla forza delle sue faci, possiede ancora quella dei suoi arti e la sfrutta per sottomettere un drogato di carne come parte dell'addestramento di Gohin. Juno trascorre del tempo con Haru al club di giardinaggio e conclude di essere inadatta per il ruolo di Beastar. Ibuki rivela a Louis che ha un passato oscuro simile al suo. |                  |                |
| 9  | Un ventilatore rotto 「ぶっ壊れてる扇風機」 - Bukkowareteru senpūki | 4 marzo 2021     | 15 luglio 2021 |
| 9  | Legoshi continua a rafforzarsi ma è impaziente di diventare abbastanza forte da sconfiggere un orso bruno. Legoshi si imbatte casualmente in Louis al mercato nero e cerca di convincerlo ad abbandonare tale vita, ottenendo un rifiuto. Al club di teatro, Legoshi si arrabbia in quanto Riz continua a comportarsi in modo ipocrita e falsamente altruista ma, prima che possa aggredirlo, viene fermato da Pina. |                  |                |
| 10 | La suspense dello chef 「シェフの気まぐれサスペンス」 - Chef no kimagure Suspense | 11 marzo 2021    | 15 luglio 2021 |
| 10 | Riz ripensa alla sua amicizia con Tem e riflette sulla situazione creatasi con Legoshi e Pina. Haru e Legoshi parlano e Legoshi promette di non deluderla più. Dopo un traumatizzante incontro con Riz in bagno, Pina da' una prova straordinaria dello spettacolo. Riz e Legoshi iniziano a combattere, ma decidono di rimandare l'incontro decisivo a Capodanno. |                  |                |
| 11 | Tarpare le ali 「あなた鱗粉振りまいて」 - Anata rinpun furimaite | 18 marzo 2021    | 15 luglio 2021 |
| 11 | Legoshi mangia un bruco vivo e ciò fa ricrescere la sua pelliccia, poi si traveste da femmina per parlare con Louis e pregarlo di venire ad assistere all'incontro tra lui e Riz. Poco prima dello scontro, Pina si incontra con Riz e cerca di estorcergli una confessione registrata ma viene scoperto; presentandosi allo scontro, Riz mostra a Legoshi delle macchie di sangue sulla camicia affermando di aver ucciso Pina come provocazione. Louis decide di lasciare il clan mafioso ma Ibuki sembra volerglielo impedire. |                  |                |
| 12 | Il sapore della ribellione 「革命の馳走」 - Kakumei no chisō | 25 marzo 2021    | 15 luglio 2021 |
| 12 | Ibuki da' a Louis un ultimatum: o lo uccide o lo ucciderà lui. Free li raggiunge e uccide Ibuki, dopodiché avverte Louis di non tornare più al mercato nero, lasciandolo andare. Legoshi intuisce che Pina sia ancora vivo, ma durante lo scontro sta per essere sopraffatto da Riz. Louis sopraggiunge e lo convince a mangiare il suo piede destro (con il tatuaggio simbolo della sua precedente condizione di schiavo al mercato nero), così da donargli la forza necessaria per sconfiggere l'avversario, che allo scoccare della mezzanotte del Capodanno riconosce la sua vittoria. Legoshi e Riz vengono arrestati dalla polizia, ma Legoshi ottiene un rilascio anticipato grazie alle testimonianze dei suoi amici, tuttavia viene schedato come un pregiudicato per aver consumato della carne. Legoshi confessa ad Haru di stare meditando di lasciare la scuola ma ci ripensa dopo che Haru minaccia altrimenti di chiudere la loro relazione. |                  |                |

##### Terza stagione
| Nº | Titolo italiano Giapponese 「Kanji」 - Rōmaji                                         | In onda         | In onda         |
| Nº | Titolo italiano Giapponese 「Kanji」 - Rōmaji                                         | Giapponese      | Italiano        |
| 1  | Un collare pruriginoso 「痛痒い首輪」 - Itagayui kubiwa                               | 5 dicembre 2024 | 5 dicembre 2024 |
| 2  | Un naso nero lucido davanti a me 「目前に黒光りの鼻」 - Mokuzen ni kurobikari no hana | 5 dicembre 2024 | 5 dicembre 2024 |
| 3  | L'ira di un vecchio drago 「老竜の逆鱗」 - Rō ryū no gekirin                          | 5 dicembre 2024 | 5 dicembre 2024 |
| 4  | Il peso di essere un animale terrestre 「陸上動物の重力」 - Rikujō dōbutsu no jūryoku | 5 dicembre 2024 | 5 dicembre 2024 |
| 5  | La catena alimentare 「食物連鎖にいます」 - Shokumotsu rensa ni imasu                 | 5 dicembre 2024 | 5 dicembre 2024 |
| 6  | Nato in primavera 「春生まれのあいつ」 - Haru umare no aitsu                          | 5 dicembre 2024 | 5 dicembre 2024 |
| 7  | Una solida promessa 「僕の誓いを食べて」 - Boku no chikai o tabete                    | 5 dicembre 2024 | 5 dicembre 2024 |
| 8  | La vera natura di Melon 「メロン畑の先には」 - Meron hata no sakini wa                | 5 dicembre 2024 | 5 dicembre 2024 |
| 9  | L'uovo marcio si schiude 「卵の孵化に立ち会って」 - Tamago no fuka ni tachiatte       | 5 dicembre 2024 | 5 dicembre 2024 |
| 10 | Bambi è vivo e vegeto 「バンビ氏、健在」 - Banbi-shi, kenzai                          | 5 dicembre 2024 | 5 dicembre 2024 |
| 11 | La scoperta della verità 「果肉を切り分けて」 - Kaniku o kiriwakete                   | 5 dicembre 2024 | 5 dicembre 2024 |
| 12 | Tragedia tra le onde 「潮騒のトラジディー」 - Shiosai no tragedy                      | 5 dicembre 2024 | 5 dicembre 2024 |

## Accoglienza
Beastars ha raggiunto 1.3 milioni di copie in circolazione nell'aprile 2018. Nel 2017, la serie è stata inclusa nella lista dei migliori manga per ragazzi del 2018 di Kono manga ga sugoi!, dopo The Promised Neverland.
Nel 2018 ha vinto il premio Manga Taishō, il primo di Akita Shoten a esserci riuscito. Si è inoltre aggiudicato il New Creator Prize per la miglior opera di artista esordiente al Premio culturale Osamu Tezuka nell'aprile 2018, il miglior manga nella categoria shōnen al 42º Premio Kōdansha per i manga e il New Face Award al Japan Media Arts Festival nel marzo 2018.
Lorenzo Campanini di MangaForever lo ha considerato come il terzo miglior anime che sfidava i cliché.